# Umkehr
Unter Umkehr versteht man grundsätzlich jeden vollständigen Richtungswechsel (auch im übertragenen Sinn).

## Mechanische Umkehr
Ein sich bewegender Körper unterliegt der Trägheit. Um ihn aus seinem aktuellen Bewegungszustand für eine Umkehr bis zum Stillstand abzubremsen und anschließend in die entgegengesetzte Richtung wieder zu beschleunigen, muss eine entsprechende Kraft auf den Körper einwirken.
Auch ein (idealer) elastischer Stoß zwischen zwei Körpern kann zur Richtungsumkehr eines oder beider Körper führen – hierbei werden jedoch meist nur der Energieerhaltungssatz und der Impulserhaltungssatz betrachtet, nicht jedoch die wirkenden Kräfte.

## Schwingungsumkehr
Eine Schwingung (neben mechanischen Schwingern wie dem Federpendel oder Fadenpendel kann das auch eine elektromagnetische Schwingung sein) besitzt eine Amplitude. Bei dieser maximalen Auslenkung der Schwingung „kehrt sie um“.

## Innere Umkehr in der Religion
Eine besondere Bedeutung hat die Umkehr in der Religion und Ethik. Hierzu gehören die Begriffe der Reue und der Buße. Die innere Umkehr lässt sich in drei Schritte gliedern:
- die Einsicht, einen falschen Weg eingeschlagen zu haben
- die Umkehr bis zu einem bekannten Punkt
- den Aufbruch in eine neue Richtung

Auch die Konversion (v. lat. conversio „Umwendung“, „Umwandlung“) ist inhaltlich mit dem Begriff Umkehr verwandt.

### Judentum
In der jüdischen Tradition hat der Begriff Teschuwa (hebräisch für Reue, Umkehr) einige Bedeutungen. Die Teschuwa umfasst alle Bereiche des jüdischen Lebens. In den Pirke Awot (hebräisch für „Sprüche der Väter“) wird ermahnt: „Kehre einen Tag vor deinem Tode um. (2:10)“. Da niemand den Zeitpunkt seines Todes kennt, fordert dieser Vers, jederzeit zu dieser Art von Umkehr bereit zu sein.
Der Monat Elul des jüdischen Kalenders gilt als Zeit der Teschuwa, der „Umkehr zu Gott“. Diese erstreckt sich von Rosch ha-Schana über die folgenden zehn Tage der Umkehr bis zum Jom Kippur. Dies ist der heiligste und feierlichste Tag des jüdischen Jahres, mit Schwerpunkt auf Reue und Versöhnung, mit sich selbst, mit den Mitmenschen und mit Gott.

### Christentum
Ähnlich wie im Judentum will Gott, dass wir zur Erkenntnis der Wahrheit kommen (1 Tim 2,4 ), umkehren und gerettet werden. Im Christentum beginnt die Umkehr über die von Gott gewirkte Erkenntnis der eigenen Schuld (Ijob 42,6 ), die dann zur Abkehr von der bisherigen Lebenspraxis führt (Röm 6,1f ) und zu den rechtschaffenen Werken des neuen Lebens (Apg 26,20 ) geht. Reue und Umkehr sind Aufforderungen von Jesus. Umkehr, griechisch metanoia, bedeutet Abwendung von der Sünde und freie Hinwendung zu Gott und seinem Willen.
Das Matthäusevangelium spricht vom ersten Auftreten Jesu in Galiläa (Mt 4,17 ) und fasst die Botschaft Jesu so zusammen: „Kehrt um! Denn das Himmelreich ist nahe.“ Jesus greift damit die Botschaft Johannes’ des Täufers auf (Mt 3,2 ) und ist damit in der jüdischen Tradition verankert. In mehreren Gleichnissen, etwa dem vom verlorenen Sohn oder von der verlorenen Drachme veranschaulicht Jesus die Erkenntnis, dass eine Umkehr zum barmherzigen Gott jederzeit möglich ist (Lk 15,11-32 ), (Lk 15,10 ).

### Islam
Der Koran besagt an zahlreichen Stellen, dass Allah barmherzig ist und vergibt. Die formale Bezeichnung für Umkehr nennt sich tauba oder im Türkischen tövbe.